# Dürenstraße 33

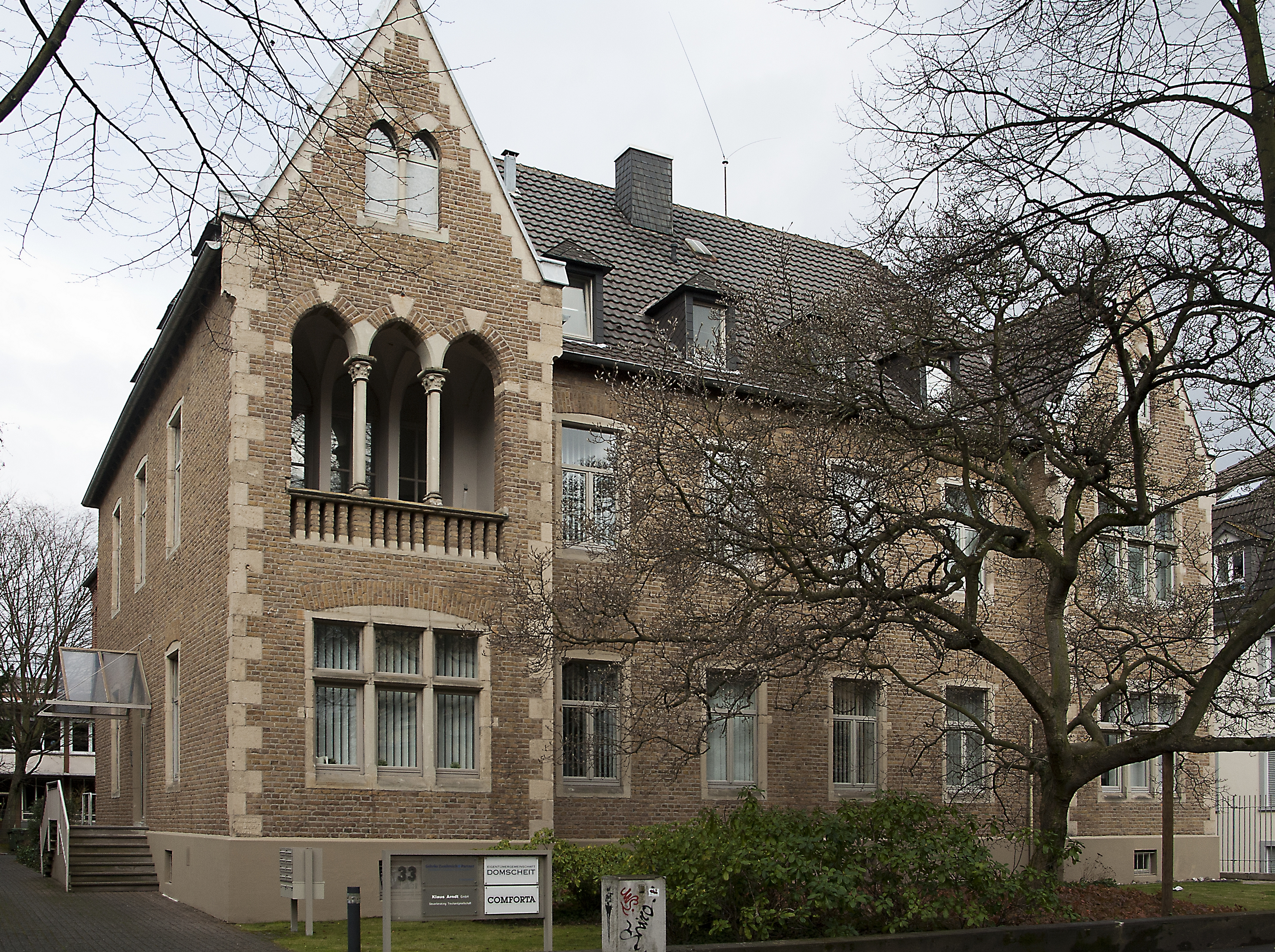
Dürenstraße 33 (2012)

Das Gebäude Dürenstraße 33 ist ein Wohn- und Bürohaus in Bad Godesberg, einem Stadtbezirk von Bonn, das 1891 errichtet wurde. Es liegt im Zentrum des Ortsteils Godesberg-Villenviertel. Das Gebäude steht als Baudenkmal unter Denkmalschutz.

## Geschichte
Das Gebäude wurde von evangelischen Diakonissen als Altenwohnheim für Männer erbaut. 1910 erfuhr es nach Plänen des ortsansässigen Architekten Willy Maß eine Erweiterung um einen hinteren Küchenanbau einschließlich Balkon, eine seitliche Terrasse sowie eine rückseitige Veranda. Zwischen 1918 und 1935 war das Gebäude zeitweise auch Wohnsitz von Maß. Nach einer Beschlagnahme durch die Besatzungsmacht diente das dem Rheinisch-Westfälischen Verein für Bildung und Beschäftigung evangelischer Diakonissen in Düsseldorf-Kaiserswerth gehörende Gebäude ab Mitte der 1950er-Jahre unter dem Namen „Haus Treuenfels“ noch bis Anfang der 1980er-Jahre als Altenheim der Diakonissen, nunmehr vorwiegend für Frauen. 1985/86 richtete die Republik Irak dort die Kanzlei ihrer Botschaft in der Bundesrepublik Deutschland am Regierungssitz Bonn ein, nachdem das Gebäude zuvor für diesen Zweck von dem Immobilienunternehmen Domscheit erworben und umgebaut worden war (→ Liste der diplomatischen Vertretungen). Die Residenz des Botschafters befand sich im Ortsteil Friesdorf. Die Botschaftskanzlei war mindestens bis Ende der 1980er-Jahre eine Schaltzentrale für Rüstungsgeschäfte des Iraks mit deutschen Waffenherstellern, darunter Degussa, Ferrostaal und MAN.
Anlässlich des dritten Jahrestags des Giftgasangriffs des irakischen Präsidenten Saddam Hussein in einem kurdischen Gebiet besetzten Kurden das Botschaftsgebäude am 16. März 1991. In Folge des mit Beginn des Zweiten Golfkriegs erlassenen UN-Embargos und der damit für den Irak verbundenen Finanzengpässe erschienen die Mietkosten für die Liegenschaft Dürenstraße 33 nicht mehr bestreitbar, sodass die Botschaftskanzlei nach 1994 in die bisherige Residenz in Friesdorf verlegt wurde. Nach der Aufgabe des Standorts durch den Irak wurde das Gebäude zu einem Wohn- und Bürohaus umgebaut und seither in Teilen erneut durch die Firma Domscheit genutzt.
Die Eintragung des Gebäudes in die Denkmalliste der Stadt Bonn erfolgte am 17. August 1983. Die Anbauten von 1910 stehen nicht unter Denkmalschutz.

## Architektur
Das Gebäude ist ein zweigeschossiger Ziegelbau mit Walmdach, das an der Straßenseite sechs Achsen – von denen die äußeren beiden risalitartig vorgezogen sind – und seitlich drei Achsen umfasst. Die Fassade, die Fenster und das Gebäudeinnere sind im Originalzustand erhalten, während die ziegelsichtigen Außenfassaden bereits zum Zeitpunkt der Unterschutzstellung als Baudenkmal (1983) überstrichen worden waren.